# Кузнецов, Михаил Прокопьевич
Михаил Прокопьевич Кузнецо́в (1913—1995) — советский российский актёр театра и кино. Народный артист СССР (1971).

## Биография
Родился 2 (15) сентября 1913 года (по другим источникам — 10 ноября 1913 и в 1919 году) в селе Петровский завод (ныне — город Петровск-Забайкальский, Забайкальский край).
В 1920—1929 годах учился в средней школе в Петровске-Забайкальском.
На сцене начал играть с восемнадцати лет. Как актёр сформировался в Иркутском ТРАМе (ныне Иркутский областной театр юного зрителя имени А. Вампилова), где работал в 1931—1933 годах. В 1933—1945 годах — актёр Горьковского ТРАМа при автозаводе, затем Горьковского передвижного драматического театра им. В. П. Чкалова. В 1945 году труппу театра в полном составе пригласили работать в Томск, где объединившись с Колпашевско-Нарымским окружным драматическим театром, образовался новый театр — Томский областной драматический театр имени В. П. Чкалова, где актёр работал до 1951 года.
С 1951 года — актёр Ставропольского театра драмы имени М. Ю. Лермонтова. 
Снимался в кино.
Особое место в творчестве актёра занимает работа над образом В. И. Ленина как в кинофильмах, так и спектаклях.
В 1947—1951 годах — депутат Томского областного совета депутатов трудящихся.
Умер 24 февраля 1995 года в Ставрополе. Похоронен на Сажевом (Игнатьевском) кладбище.

### Семья
- жена — Зоя Поздняева[4]
- сын — Георгий Кузнецов (1945—2005), кинорежиссёр

## Роли
- «Недоросль» Д. И. Фонвизина — Митрофан
- «Любовь Яровая» К. А. Тренёва — Швандя
- «Виндзорские кумушки» Шекспира — Фальстаф
- «Молодая гвардия» по А. А. Фадееву — Сергей Тюленин
- «Ревизор» Н. В. Гоголя — Иван Александрович Хлестаков
- «Свадьба Кречинского» А. В. Сухово-Кобылина — Иван Антонович Расплюев
- «На дне» М. Горького — Лука
- 1944 — «Юность отцов» Б. Л. Горбатова — В. И. Ленин
- 1946 — «Кремлёвские куранты»Н. Ф. Погодина — В. И. Ленин
- 1950 — «Семья» И. Ф. Попова — В. И. Ленин

### Ставропольский театр драмы имени М. Ю. Лермонтова
- 1958 — «Именем революции» М. Ф. Шатрова — В. И. Ленин
- 1959 — «Третья патетическая» Н. Ф. Погодина — В. И. Ленин
- 1962 — «Цветы живые» Н. Ф. Погодина — В. И. Ленин
- 1965 — «Шестое июля» М. Ф. Шатрова — В. И. Ленин
- 1967 — «Кремлёвские куранты» Н. Ф. Погодина — В. И. Ленин
- «Огненный мост» Б. С. Ромашова — Геннадий Дубравин
- «Лес» А. Н. Островского — Аркадий Счастливцев
- «Поднятая целина» по М. А. Шолохову — дед Щукарь
- «Ленинградский проспект» И. В. Штока — Скворец
- «Город на заре» А. Н. Арбузова — Зяблик
- «Иркутская история» А. Н. Арбузова — Виктор
- «В поисках радости» В. С. Розова — Олег
- «Дали неоглядные» Н. Е. Вирты — Никита Стрешнев
- «Стряпуха» А. В. Софронова — Пчёлка
- «Накануне» по И. С. Тургеневу — Павел Яковлевич Шубин
- «Порт-Артур» по А. Н. Степанову — Танаки
- «Я, бабушка, Илико и Илларион» по Н. В. Думбадзе — Илико

## Фильмография
- 1963 — Синяя тетрадь — В. И. Ленин
- 1965 — Залп «Авроры» — В. И. Ленин
- 1979 — Прости-прощай — дед Василий Петрович

## Награды и звания
- заслуженный артист РСФСР (1950)
- народный артист РСФСР (1961)
- народный артист СССР (1971)
- орден Ленина (1967)[5].
- Медаль «За доблестный труд в Великой Отечественной войне 1941—1945 гг.»

## Память
- Премия имени М. П. Кузнецова ежегодно вручается артистам Ставропольского театра драмы имени М. Ю. Лермонтова за лучшую роль года[6].